# روبن اوسوالدو دیاز
روبن اوسوالدو دیاز (انگلیسی: Rubén Oswaldo Díaz; ۸ ژانویهٔ ۱۹۴۶ – ۱۶ ژانویهٔ ۲۰۱۸) بازیکن فوتبال اهل آرژانتین بود.
از باشگاه‌هایی که در آن بازی کرده‌است می‌توان به باشگاه فوتبال راسینگ کلوب آویاندا و باشگاه فوتبال اتلتیکو مادرید اشاره کرد.